# Museo Novecento
Le Museo Novecento est situé Piazza Santa Maria Novella à Florence en Italie. Il est consacré à l'art italien du XXe siècle et propose une sélection d'environ 300 œuvres réparties dans une quinzaine de salles. Il a été inauguré le 24 juin 2014.